# Международный аэропорт имени Джуанды
Международный аэропорт имени Джуанды (индон. Bandar Udara Internasional Juanda), (ИАТА: SUB, ИКАО: WARR) — гражданский аэропорт Индонезии, расположенный в небольшом городе Сидоарджо (округ Сидоарджо, Восточная Ява). Обслуживает коммерческие авиаперевозки округа и, главным образом, крупного города Сурабая. Аэропорт находится в 20 километрах к югу от Сурабаи.
Аэропорт носит официальное название в честь последнего премьер-министра Индонезии Джуанды Картавиджайи, который в своё время вынес предложение о строительстве этого объекта.
Международный аэропорт имени Джуанды занимает второе место в списке самых загруженных аэропортов страны по взлётам и посадкам воздушных судов (после столичного) и третье место по объёмам пассажирских перевозок среди всех коммерческих авиагаваней Индонезии (после столичного и международного аэропорта имени Куалы Наму). В 2010 году услугами международного аэропорта имени Джуанды воспользовалось более 11 миллионов человек, в 2013 году среднее число взлётов и посадок воздушных судов составляло около четырёхсот в сутки.
Аэропорт является собственностью государства и управляется подконтрольной правительству страны компанией PT Angkasa Pura I. Используется в качестве главного транзитного узла (хаба) авиакомпаниями Citilink, Garuda Indonesia, Indonesia AirAsia, Lion Air и Tigerair Mandala.

## История
7 декабря 1964 года на месте будущего аэропорта введена в строй авиабаза Национальной армии Индонезии, в дальнейшем приняв на обслуживание коммерческие рейсы. 24 декабря 1990 года состоялось официальное открытие здания международного пассажирского терминала, соответственно порт получил статус международного, приняв на обслуживание регулярные маршруты в Амстердам, Гуанчжоу, Кота-Кинабалу, Кучинг, Лондон, Манилу, Париж, Пекин, Перт, Сеул, Сидней, Сямэнь, Токио, Шанхай и Хошимин.
В феврале 2014 года ожидается открытие нового здания пассажирского терминала с максимальной пропускной способность в шесть миллионов человек ежегодно.

## Инфраструктура
Трёхэтажное здание основного пассажирского терминала было сдано в эксплуатацию 10 ноября 2006 года. В нём размещены зона внутренних авиалиний площадью 51 000 квадратных метров, зона международных авиалиний площадью 20 200 квадратных метров, а также 11 телескопических трапов. Максимальная пропускная способность терминала составляет 8 миллионов пассажиров ежегодно.
Международный аэропорт имени Джуанды расположен на высоте 3 метров над уровнем моря и эксплуатирует одну взлётно-посадочную полосу 10/28 размерами 3000х55 метров с асфальтовым покрытием. На территории аэропорта находится 15-этажная вышка контрольно-диспетчерского пункта и два двухэтажных грузовых терминала для местных и международных направлений с максимальной пропускной способностью в 120 тысяч тонн различных грузов ежегодно.

## Статистика
Ниже приведены статистические данные по международному аэропорту имени Джуанды за период с 1999 по 2013 годы. В 2013 году маршрут между городами Сурабая и Джакарта занял восьмое место в мире по количеству ежедневно совершаемых рейсов. В сутки по данному направлению выполнялось в среднем 123 рейса:
| Год  | Всего пассажиров | Грузов, тонн | Взлёты и посадки воздушных судов |
| 1999 | 2 137 353        | 40 549       | 52 284                           |
| 2000 | 2 712 074        | 31 185       | 54 154                           |
| 2001 | 3 301 435        | 37 767       | 62 141                           |
| 2002 | 4 746 113        | 43 089       | 75 921                           |
| 2003 | 6 584 711        | 42 910       | 82 779                           |
| 2004 | 8 562 747        | 63 950       | 97 421                           |
| 2005 | 8 217 415        | 66 647       | 99 485                           |
| 2006 | 8 986 650        | 71 574       | 91 209                           |
| 2007 | 8 823 228        | 58 815       | 87 687                           |
| 2008 | 9 122 196        | 62 289       | 69 726                           |
| 2009 | 10 562 906       | 62 357       | 76 754                           |
| 2010 | 12 072 059       | 76 774       | 84 958                           |
| 2011 | 13 778 287       | 95 146       | 103 846                          |
| 2012 | 15 259 050       | 102 133      | 141 365                          |
| 2013 | 16 881 370       | 121 935      | 155 421                          |

## Авиакомпании и пункты назначения

### Прежние пункты назначения
| Авиакомпания            | Маршруты |
| ----------------------- | --- |
| Air China               | Пекин (Шоуду) |
| Air France              | Париж (Орли) |
| Batavia Air             | Амбон, Баликпапан, Банджармасин, Денпасар/Бали, Джакарта (Сукарно Хатта), Кендари, Купанг, Макассар, Манадо, Понтианак, Сингапур (Чанги) |
| British Airways         | Лондон (Хитроу) |
| China Eastern Airlines  | Шанхай (Хунцяо) |
| China Southern Airlines | Пекин (Шоуду), Сямэнь |
| Japan Airlines          | Токио (Ханэда) |
| Jetstar Airways         | Перт, Сидней |
| KLM                     | Амстердам (Схипхол) |
| Korean Air              | Сеул (Инчхон) |
| Malaysia Airlines       | Кота-Кинабалу, Кучинг |
| Philippine Airlines     | Манила (Ниной Акино) |
| Vietnam Airlines        | Хошимин |

## Инциденты и авиапроисшествия
- 4 марта 2006 года. Самолёт McDonnell Douglas MD-82 авиакомпании Lion Air, выполнявший рейс 8987 Джакарта-Сурабая, потерпел крушение при посадке в аэропорту назначения[8]. После касания взлётно-посадочной полосы экипаж включил реверс двигателей, при этом не сработала обратная тяга левого двигателя[8], в результате чего самолёт развернуло вправо, произошёл выкат за пределы ВПП на дистанцию около 2100 метров[8]. Никто из находившихся на борту людей не пострадал, лайнер получил значительные повреждения и был списан[8].
- 1 января 2007 года. Boeing 737 (регистрационный KI-574) авиакомпании Adam Air, выполнявший регулярный рейс 574 из Сурабаи в Манадо, упал в море в районе провинции Западный Сулавеси. Погибли все 102 человека, находившиеся на борту.

- 21 января 2007 года. Самолёт Boeing 737-300 (регистрационный PK-KKV) авиакомпании Adam Air, выполнявший регулярный рейс 172 из Джакарты в Сурабаю, получил значительные повреждения в виде переломленного фюзеляжа при посадке в аэропорту назначения. На борту находилось 148 человек, никто не погиб. После данного инцидента была инициирована проверка технического состояния всех самолётов Boeing 737 авиаперевозчика.
- 13 августа 2010 года. Самолёт Airbus A330-300 (регистрационный B-HLL) авиакомпании Cathay Pacific, регулярный рейс 780 из Сурабайи в Гонконг. В течение всего полёта экипаж боролся с возникавшими проблемами в двигателях лайнера. При заходе на посадку в аэропорту назначения пилоты не смогли в полной мере контролировать тягу двигателей, в результате чего лайнер совершил приземление на высокой скорости и получил значительные повреждения. Расследованием установлена причина инцидента, состоявшая в заправке самолёта некачественным топливом в аэропорту Сурабая[9].